# William McMahon
Sir William "Billy" McMahon, (23 de febrero de  1908 - 31 de marzo de  1988) fue un político australiano liberal y 20.º primer ministro de Australia. Fue el padre del actor Julian McMahon. 
Nació en Sídney, siendo uno de los hijos del matrimonio entre Mary Walder McMahon, australiana, William McMahonmadre, abogado de origen irlandés. Estudió Derecho en la Universidad de Sídney y posteriormente Economía. Se alistó al Ejército australiano durante la Segunda Guerra Mundial, alcanzando el empleo de Mayor en 1943. Tras su baja, inició su carrera política postulándose a la Cámara de Representantes en 1949 por Lowe. Sería designado ministro de la Marina y de la Fuerza Aérea en 1951.

## Distinciones
- Caballero Gran Cruz de la Orden de San Miguel y San Jorge Knight Grand Cross of the Order of St Michael and St George (GCMC)– 12 de junio de 1977.[1][nota 1]

- Orden de los Compañeros de Honor Order of the Companions of Honour (CH) – 1 de enero de 1972.[4]
- Consejero Privado del Reino Unido His Majesty's Most Honourable Privy Council (PC) – 1966

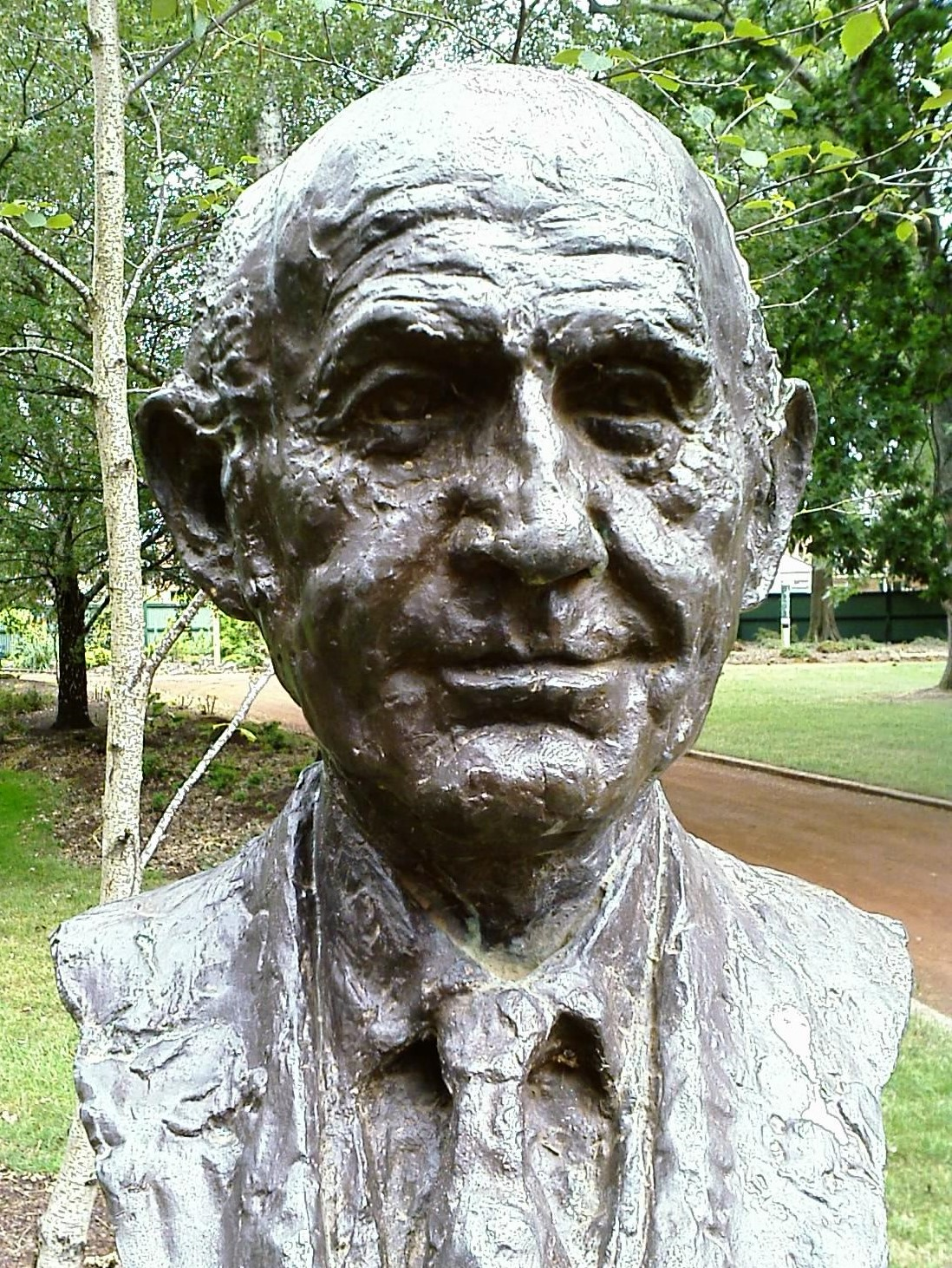
William McMahon.

## Cargos
| Predecesor: John Gorton | Primer ministro de Australia 1971 - 1972 | Sucesor: Gough Whitlam |